# こしがや能楽堂
こしがや能楽堂（こしがやのうがくどう）は、埼玉県越谷市にある能楽堂である。越谷市が運営をしている。

## 施設概要
花田苑の北側に隣接する。
- 能舞台、中庭見所、和室、大広間、応接室など
- 開館時間 – 午前9時～午後9時30分
- 休館日 – 毎週水曜、年末年始

## 沿革
- 1993年5月 - 開館

## 所在地
- 埼玉県越谷市花田6-6-1